# Pnyx

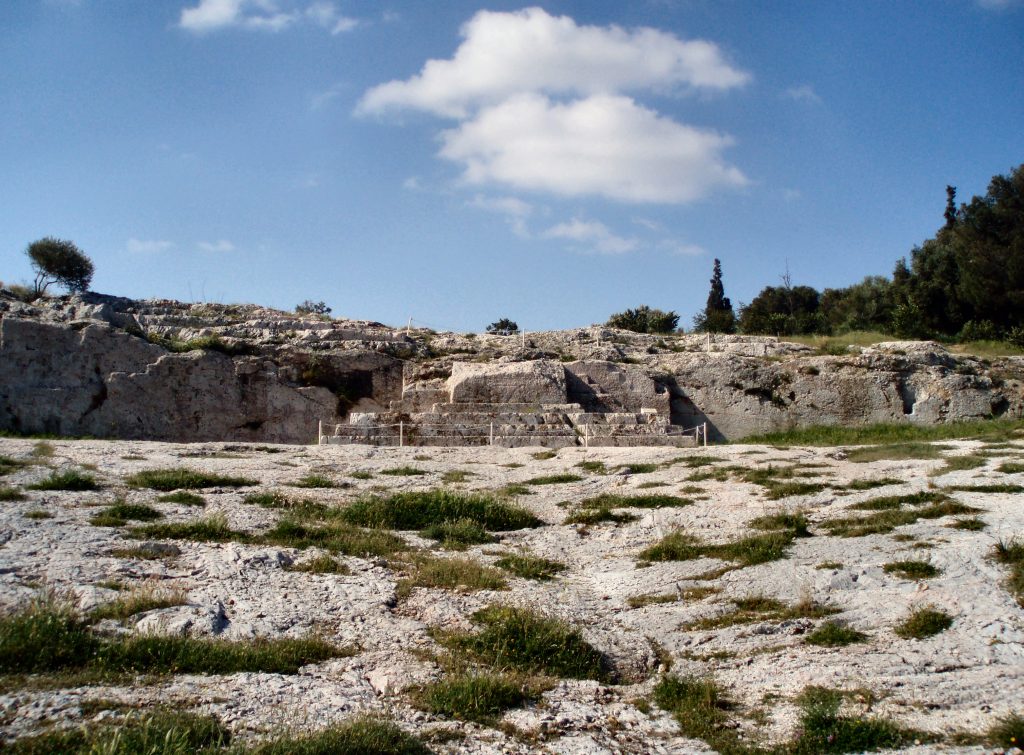
Die Pnyx mit Rednertribüne

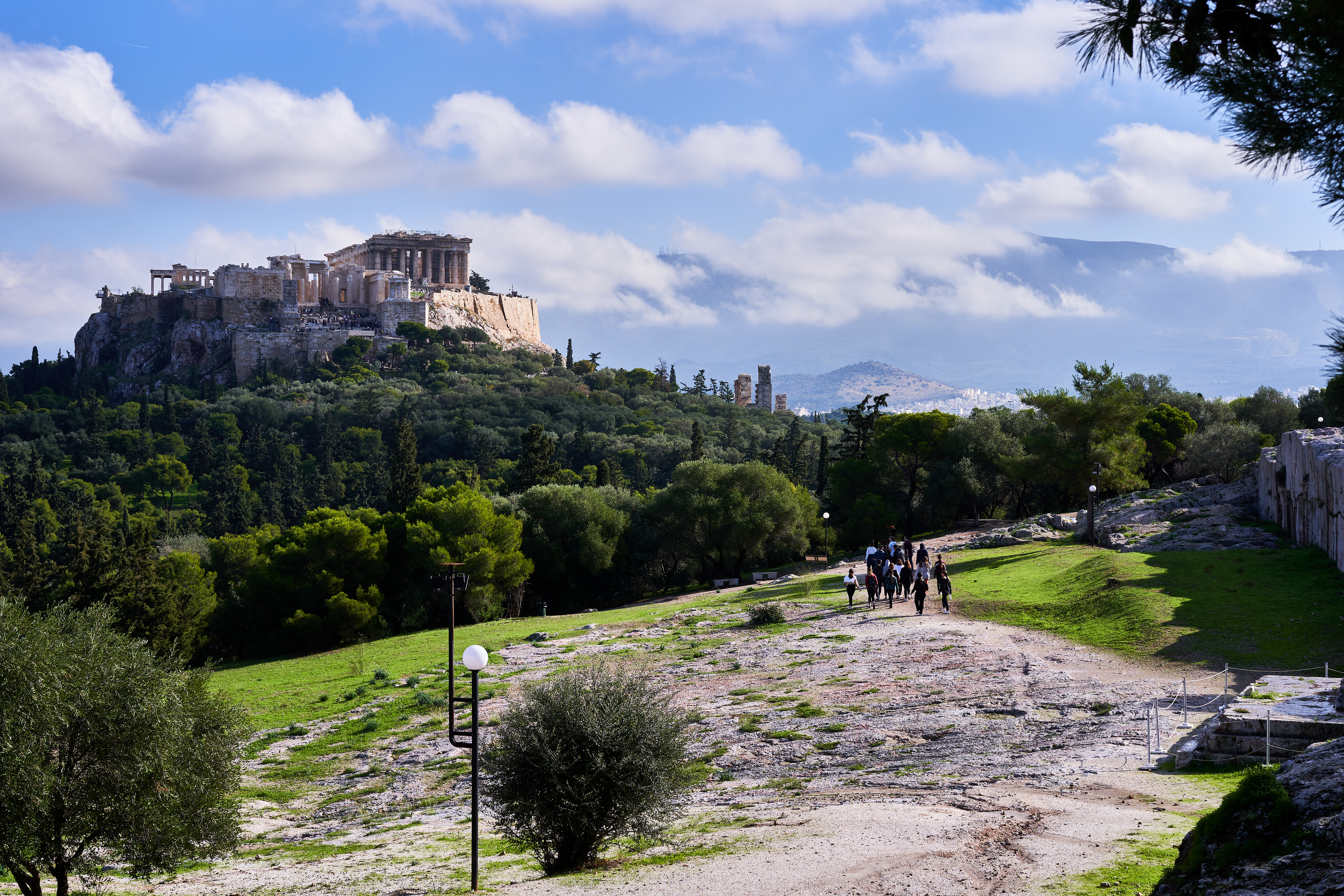
Blick schräg über die Pnyx zur Akropolis, rechts unten das Rednerpodest

Die Pnyx (altgriechisch Πνύξ Pnýx, neugriechisch Πνύκα Pnýka) ist ein Hügel in Athen, direkt westlich der Akropolis gelegen und seit den Reformen des Kleisthenes um 508 v. Chr. bis 330 v. Chr. der Ort der Volksversammlung (Ekklesia) der Attischen Demokratie. Der Name Pnyx bezeichnet daher auch den Versammlungsbau auf dem Pnyxhügel. Vorher wurden diese Versammlungen auf der Agora, später im Dionysostheater abgehalten.

## Bebauung des Pnyxhügels

Schematische Darstellung der Pnyx III:
(1) Rednerpodest, (2) Stimmbürgerareal, (3) Säulenhallen, (4) Stadtmauer

In der Bebauung des Pnyxhügels können drei Phasen unterschieden werden. Die im 5. Jahrhundert errichtete Pnyx I nutzte (wie auch die meisten griechischen Theater) den natürlichen Hang. Sie hatte am unteren, nördlichen Ende eine niedrige Stützmauer, auf der sich auch die Rednerplattform, das Bema (βῆμα), befand. In dieser Phase fasste die Pnyx etwa 6000 Personen. Da man von etwa 30.000 Stimmbürgern auszugehen hat, rechnete man also mit einer Stimmbeteiligung von maximal 20 %. Dabei ist zu berücksichtigen, dass viele Bürger, die auf dem Land wohnten, in der Stadt übernachten mussten, um die Volksversammlung zu besuchen, und Taggelder (Ekklesiastika) erst 395 v. Chr. eingeführt wurden.
In Bauphase II (laut Plutarch um 404 v. Chr.) wurde die Pnyx um etwa 180° gedreht, war also von da an entgegen dem natürlichen Hangverlauf geneigt, wofür eine mächtige Mauer im Norden und erhebliche Erdaufschüttungen notwendig waren. Der Zutritt erfolgte durch zwei 3,9 m breite Treppen. Die heute sichtbaren Teile der Pnyx gehören größtenteils zur Phase III (um 340 v. Chr.), einer massiven Erweiterung des Vorgängerbaus, die nach modernen Schätzungen zwischen 13.800 und 24.100 Bürgern Platz bot. Zur dritten Bauphase gehörten auch zwei große Fundamente, die möglicherweise von zwei großen Säulenhallen stammen, die den Bürgern bei schlechtem Wetter Obdach bieten sollten, aber niemals fertiggestellt wurden. Eine abweichende Deutung sieht in den Fundamenten jedoch die Überreste des von Lykurgos von Athen errichteten Stadions für die Festspiele der Panathenäen. Über den Pnyxhügel verlief auch ein Teil der Stadtmauer des antiken Athen.
Die ersten Ausgrabungen fanden 1910 durch die Griechische Archäologische Gesellschaft statt. Damals wurde das Gelände auch als jenes der antiken Pnyx identifiziert. Zwischen 1930 und 1937 gab es weitere größere Grabungen auf dem Gelände.